# Ben Jacques-Maynes
Ben Jacques-Maynes, né le 22 septembre 1978 à Berkeley (Californie), est un coureur cycliste américain.

## Palmarès sur route
- 2001
  - Madera County Stage Race :
    - Classement général
    - 1re étape

  - Mount Tamalpais Hill Climb
- 2002
  - Madera County Stage Race
- 2004
  - Cat's Hill Classic
  - Nature Valley Grand Prix :
    - Classement général
    - 1re étape

  - 3e de l'Historic Roswell Criterium
- 2005
  - 1re étape de la Fitchburg Longsjo Classic
- 2006
  - Cat's Hill Classic
- 2007
  - Central Valley Classic :
    - Classement gnénéral
    - 1re et 2e étapes

  - Sequoia Cycling Classic
  - 2e étape de la Mount Hood Classic
  - 2e étape de la Cascade Classic
  - 2e de l'USA National Racing Calendar
  - 3e de la Redlands Bicycle Classic
  - 3e de la Mount Hood Classic
  - 3e de la Cascade Classic
- 2008
  - Sequoia Cycling Classic
  - Prologue de la Mount Hood Classic
  - 3ea étape de la Nature Valley Grand Prix
  - 2e du Tour de Leelanau
  - 3e de la Mount Hood Classic
  - 3e de l'USA National Racing Calendar
- 2009
  - Madera County Stage Race :
    - Classement général
    - 1re et 3e étapes

  - 1re étape de la Joe Martin Stage Race
  - 1re étape de la Cascade Classic
  - 2e de la Joe Martin Stage Race
  - 2e de la Nevada City Classic
- 2010
  - 1re et 3e étapes de la McLane Pacific Classic
  - 2e de la Redlands Bicycle Classic
  - 2e de la Joe Martin Stage Race
- 2011
  - McLane Pacific Classic :
    - Classement général
    - 4e étape

  - 2e de la Redlands Bicycle Classic
- 2012
  - 2e de la Nature Valley Grand Prix
- 2013
  - Valley of the Sun Stage Race :
    - Classement général
    - 1re (contre-la-montre) et 2e étapes

  - 2e étape de la McLane Pacific Classic (contre-la-montre)
  - 2e de la McLane Pacific Classic
  - 2e de la Cat's Hill Classic
- 2014
  - Cat's Hill Classic
  - 2e de la Tucson Bicycle Classic
  - 3e de la Joe Martin Stage Race

## Classements mondiaux
| Année            | 2005 | 2006 | 2007 | 2008 | 2009 | 2010 | 2011 | 2012 | 2013 |
| ---------------- | ---- | ---- | ---- | ---- | ---- | ---- | ---- | ---- | ---- |
| UCI America Tour | 366e | 134e | 254e | 106e | 97e  |      |      | 296e | 65e  |
| UCI Oceania Tour |      |      |      | 44e  |      | 40e  |      |      |      |

## Palmarès en cyclo-cross
- 2001-2002
  -  Champion des États-Unis de cyclo-cross